# Jane (série télévisée)
Pour les articles homonymes, voir Jane.
Jane est une série télévisée américano-canadienne, créée par J. J. Johnson (en), inspirée des travaux de Jane Goodall et produite par Sinking Ship Entertainment en association avec Jane Goodall Institute. Elle est diffusée depuis le 14 avril 2023 sur Apple TV+. La seconde saison débutera sa diffusion le 19 avril 2024. La troisième et finale saison débutera sa diffusion le 18 avril 2025.

## Synopsis
Le programme suit Jane Garcia, qui tente de sauver des espèces animales en danger, en compagnie de son meilleur ami David et de son chimpanzé Greybeard.

## Fiche technique
- Titre original : Jane
- Réalisation : J.J. Johnson
- Scénario : J.J. Johnson
- Montage :
- Musique : Kyle Rodriguez
- Production : Dason Johnson, J.J. Johnson, Christin Simms, Andrea Wrauley, TIffany Hsiung, Teresa M. Ho, Blair Powers
- Société de production : Sinking Ship Entertainment, Jane Goodall Institute
- Société de distribution : Apple TV+
- Pays d'origine :  États-Unis,  Canada
- Langue originale : anglais
- Format : couleur
- Genre : Aventure, Comédie, Jeunesse
- Durée : 25 minutes
- Dates de diffusion :
  -  États-Unis : 14 avril 2023 sur Apple TV+
  -  Canada,  Québec : 14 avril 2023 sur Apple TV+
  -  France : 14 avril 2023 sur Apple TV+, Canal+

## Distribution

### Principaux
- Ava Louise Murchison (VF : Jaynélia Coadou) : Jane Garcia, jeune fille de 9 ans d'ascendance mexicaine et philippine. C'est une écologiste en herbe qui part en mission pour protéger les espèces en danger, à l'aide de son imagination.
- Mason Blomberg (VF : Pauline Ziadé) : David, meilleur ami de Jane. Toujours prêt à partir à l'aventure, il a la même imagination qu'elle.
- Tamara Almeida (VF : Pascale Mompez) : Maria Garcia, mère de Jane. Elle vit dans un appartement avec sa fille et Tata, son mari.
- Barbegrise : Un animal en peluche qui appartient à Jane. Avec son imagination, il s'anime en prenant la forme d'un chimpanzé.

### Secondaires
- Paul Sun-Hyung Lee (VF : Constantin Pappas) : M. Jin
- Al Rodrigo (VF : Xavier Couleau) : Tata, mari de Maria et père de Jane.
- Dan Abramovici (VF : Jérémy Bardeau) : Lucas, père de David.
- Sam Marra (VF : Stéphane Fourreau) : Kevin
- Jazz Allen (VF : Sophie Faguin) : Millie
- Lucian-River Chauhan : Curtis
- Mariam Carvell : Dawn
- Mark McKinney (VF : Pierre-François Pistorio) : M. Harrison, le directeur.
- Mary-Louise Parker (VF : Léovanie Raud) : Robin
- Dion Johnstone (VF : Mike Fédée) : Andre
- Samantha Walkes (VF : Fily Keita) : Toni
- Brian George (VF : Jean-Pascal Quilichini) : M. Siddartha
- Jayne Eastwood (VF : Dominique Vallée) : Mme Joseph
- Graham Greene (VF : Benoît Allemane) : James
- Elise Bauman (VF : Julie Mouchel) : Annisa
- Sydney Kuhne : Host
- Reha Sandill : Saadiya
- Ali Hassan : Amir
- Ayesha Mansur Gonsalves : Yasmin
- Chris Pang : Fisherman Max
- Jackie Richardson : Valerie
- James Gangl : Resident/Jeffrey
- Teanna Weir : Teenager #1
- Sharla Sidon : Teenager #2

 Source et légende : version française (VF) sur RS Doublage et cartons du doublage français.

## Épisodes

### Saison 1 (2023)
1. Ursus maritimus
2. Carcharodon carcharias
3. Apis mellifera
4. Acerodon jubatus
5. Gavialis gangeticus
6. Balaenoptera musculus
7. Danaus plexippus
8. Diceros bicornis
9. Rangifer tarandus
10. Panthera tigris

### Saison 2 (2024)
1. Ailuropoda melanoleuca
2. Canis lupus
3. Chlamyphorus truncatus
4. Anthozoa
5. Panthera leo

### Saison 3 (2025)
1. Hippopotamus amphibius
2. Lasiorhinus krefftii
3. Diomedea exulans
4. Loxodonta africana
5. Pan troglodytes